# ناحیه دنتون، میشیگان
ناحیه دنتون (به انگلیسی: Denton Township) یک منطقهٔ مسکونی در ایالات متحده آمریکا است که در شهرستان راسکومون، میشیگان واقع شده‌است.
 ناحیه دنتون  ۵٬۵۵۷ نفر جمعیت دارد و ۳۵۴ متر بالاتر از سطح دریا واقع شده‌است.